# Stupid Wife (a série)
Stupid Wife é uma websérie brasileira de drama e romance LGBTQ+, baseada livremente no conto homônimo da autora Nathália Sodré, Lembre-se de Nós. A série é produzida pela produtora brasileira Ponto Ação e estrelada por Priscila Reis e Priscila Buiar. Com direção de Natalie Smith e Priscilla Pugliese, a websérie foi lançada em 4 de agosto de 2022 no YouTube.
O conto Stupid Wife (originalmente lançado como uma fanfic), alcançou vários acessos logo nas primeiras semanas de estreia, o que resultou em um especial de Natal com 4 episódios lançados em dezembro de 2022, além de ter sido renovada para uma 2ª temporada, que estreou em 18 de maio de 2023. A trama da série trata de assuntos muito importantes, dentre eles está a Amnésia Dissociativa e o Transtorno de Despersonalização, distúrbios pouco conhecidos popularmente.
A websérie obteve 9 indicações na premiação Rio Webfest 2022 e garantiu vitória em quatro, incluindo “Melhor Série de Drama” e “Melhor Elenco de Drama”.

## Sinopse
Luíza (Priscila Reis) e Valentina (Priscila Buiar) são estudantes de direito e colegas, mas de mundos e personalidades totalmente diferentes. Luiza vê em Valentina todos os defeitos que ela acredita que alguém pode ter, e a odeia. Um dia, porém, Luíza acorda e se vê dez anos mais velha e, para seu horror, casada com Valentina. Acontece que agora, Luíza foi vítima de um trauma, do qual ainda desconhece e que a levou a um processo de Amnésia Dissociativa; sem se lembrar de seu casamento com Valentina, muito menos de seu filho Léo (Thomás de Araújo). Nesse processo, ela precisará se redescobrir. Ao mesmo tempo, Valentina busca reconquistar sua esposa.
Você ainda amaria quem te esqueceu?

## Elenco
| Intérprete       | Personagem | Temporadas   | Temporadas   | Temporadas    |
| Intérprete       | Personagem | 1 (2022)     | 2 (2023)     | 3 (2023-2024) |
| ---------------- | ---------- | ------------ | ------------ | ------------- |
| Priscila Reis    | Luíza      | Principal    | Principal    | Principal     |
| Priscila Buiar   | Valentina  | Principal    | Principal    | Principal     |
| Thomás de Araújo | Léo        | Principal    | Principal    | Principal     |
| Ingrid Pedroza   | Duda       | Principal    | Principal    | Principal     |
| Gabi Lemos       | Carol      | Principal    | Principal    | Principal     |
| Marcelo Petzen   | Igor       | Principal    | Principal    | Principal     |
| Wayne Marinho    | Roger      | Recorrente   | Principal    | Principal     |
| Helio Garcia     | Augusto    | Recorrente   | Participação | Participação  |
| Ticiana Passos   | Sônia      | Recorrente   | Participação | Participação  |
| Leno Lopes       | Marcos     | Participação | Recorrente   | Recorrente    |
| Valléria Freire  | Catarina   | Participação | Recorrente   | Recorrente    |
| Duda Wendling    | Sara       | Recorrente   | Recorrente   | Recorrente    |
| Ingrid Klug      | Dra. Alice | Recorrente   | Recorrente   | Participação  |
| Ana Luiza        | Aninha     | Participação | Recorrente   | Recorrente    |
| Divino Garcia    | Dr. Cauã   | Participação |              |               |

## Episódios

### Resumo
| Temporada | Temporada | Episódios | Exibição original      | Exibição original     |
| Temporada | Temporada | Episódios | Estreia da temporada   | Final da temporada    |
| --------- | --------- | --------- | ---------------------- | --------------------- |
|           | 1         | 8         | 4 de agosto de 2022    | 27 de outubro de 2022 |
|           | 2         | 8         | 18 de maio de 2023     | 6 de julho de 2023    |
|           | 3         | 9         | 23 de novembro de 2023 | 4 de abril de 2024    |

### 1ª Temporada
| N.º na série | N.º na temp. | Título       | Dirigido por                       | Lançamento         |
| --- | ------------ | ------------ | ---------------------------------- | ------------------ |
| 1 | 1            | "Acordar"    | Natalie Smith e Priscilla Pugliese | 4 de agosto 2022   |
| Em 2012, Luíza afirma fielmente odiar Valentina. No entanto, quando ela acorda em uma manhã aparentemente comum, se encontra em um quarto desconhecido e descobre que esqueceu dez anos de sua vida. E o pior? Ela é casada com Valentina.                                                |              |              |                                    |                    |
| 2 | 2            | "Lembranças" | Natalie Smith e Priscilla Pugliese | 11 de agosto 2022  |
| Valentina tenta lidar com o fato doloroso de Luíza não lembrar-se dela e de Léo, enquanto Luíza encontra uma caixa com pequenas lembranças do passado. "Se a pessoa estiver destinada a você, independente de tudo, vocês irão se encontrar. Mesmo que precisem se reconhecer mil vezes." |              |              |                                    |                    |
| 3 | 3            | "Recomeçar"  | Natalie Smith e Priscilla Pugliese | 18 de agosto 2022  |
| Em meio à conturbada relação que ambas agora compartilham, Valentina busca aos poucos reconquistar a confiança e o amor de Luíza, enquanto esta se torna mais flexível com relação ao seu presente.                                                                                       |              |              |                                    |                    |
| 4 | 4            | "Cicatrizes" | Natalie Smith e Priscilla Pugliese | 25 de agosto 2022  |
| Após um jantar em família que, aparentemente, deveria ser descontraído com o intuito de amenizar as coisas, Luíza exagera na bebida e acaba ofendendo Valentina. |              |              |                                    |                    |
| 5 | 5            | "Refúgio"    | Natalie Smith e Priscilla Pugliese | 6 de outubro 2022  |
| Depois de um dia em família, Luíza tenta consertar as coisas depois de sentir remorso pelas palavras duras que despejou sobre Valentina, pois teme o divórcio. |              |              |                                    |                    |
| 6 | 6            | "Desejo"     | Natalie Smith e Priscilla Pugliese | 13 de outubro 2022 |
| Após Luíza e Valentina decidirem dar uma segunda chance ao relacionamento, as coisas finalmente parecem estarem se encaixando. |              |              |                                    |                    |
| 7 | 7            | "Sombras"    | Natalie Smith e Priscilla Pugliese | 20 de outubro 2022 |
| Com as recentes emoções vividas, Luíza descobre que além da amnésia dissociativa, seu quadro clínico evoluiu para crises de despersonalização, fazendo Valentina refletir sobre acontecimentos passados.                                                                                  |              |              |                                    |                    |
| 8 | 8            | "Segredo"    | Natalie Smith e Priscilla Pugliese | 27 de outubro 2022 |
| Luíza se vê cada vez mais encantada por Valentina e pela linda família que ambas construíram juntas, mas as lembranças do passado surgem para atormentar a calmaria de suas vidas. |              |              |                                    |                    |

### 2ª Temporada
| N.º na série | N.º na temp. | Título          | Dirigido por                       | Lançamento          |
| --- | ------------ | --------------- | ---------------------------------- | ------------------- |
| 9 | 1            | "Silêncio"      | Natalie Smith e Priscilla Pugliese | 18 de maio de 2023  |
| Quando parecia que as coisas finalmente estavam entrando nos eixos, o destino nos mostra que ainda há muito mais camadas a serem reveladas no relacionamento de Luiza e Valentina. |              |                 |                                    |                     |
| 10 | 2            | "Consequência"  | Natalie Smith e Priscilla Pugliese | 25 de maio de 2023  |
| Luiza começa a compreender que a dor e angustia que sentia estavam relacionadas com a perda do bebê, trauma que possivelmente a levou a perda de memória. Enquanto isso, Valentina conta um pouco de como elas começaram a se relacionar no passado com o intuíto de amenizar o sofrimento de Luiza. |              |                 |                                    |                     |
| 11 | 3            | "Revelação"     | Natalie Smith e Priscilla Pugliese | 1 de junho de 2023  |
| Entre momentos em família, brincadeiras e muita diversão, Valentina se depara com uma carta que Luiza escreveu anos atrás, logo após o nascimento de Leo. |              |                 |                                    |                     |
| 12 | 4            | "Conexão"       | Natalie Smith e Priscilla Pugliese | 8 de junho de 2023  |
| Os dias da família Campos Albuquerque estão cada vez mais divertidos. No entanto, enquanto a relação de Luiza e Valentina se torna cada vez mais forte, Duda e Igor se vêem em sintonias diferentes.                                                                                                 |              |                 |                                    |                     |
| 13 | 5            | "Transformação" | Natalie Smith e Priscilla Pugliese | 15 de junho de 2023 |
| Pequenos flashes do passado mostram como Luiza se rendeu aos encantos de Valentina. Enquanto no presente, Duda desabafa sobre sua relação com Igor e expõe o seu receio de uma depressão pós parto                                                                                                   |              |                 |                                    |                     |
| 14 | 6            | "Construção"    | Natalie Smith e Priscilla Pugliese | 22 de junho de 2023 |
| Depois de um passeio regado de conversas e cumplicidade, Luiza diz "eu te amo" pela primeira vez para Valentina após a perda de memória. |              |                 |                                    |                     |
| 15 | 7            | "Confissão"     | Natalie Smith e Priscilla Pugliese | 29 de junho de 2023 |
| A relação de mãe e filha entre Catarina e Valentina se torna cada vez mais distante; enquanto isso, Luiza e Valentina se vêem cada vez mais apaixonadas. |              |                 |                                    |                     |
| 16 | 8            | "Controle"      | Natalie Smith e Priscilla Pugliese | 6 de julho de 2023  |
| Marcos está ensinando Léo a plantar, assim como costumava fazer com Valentina quando ela era mais nova. Enquanto isso, Luiza descobre que o doador de Léo é Igor e vai perguntar para Valentina. |              |                 |                                    |                     |

### 3ª Temporada
| N.º na série | N.º na temp. | Título           | Dirigido por                       | Lançamento             |
| --- | ------------ | ---------------- | ---------------------------------- | ---------------------- |
| 17 | 1            | "Defesa"         | Natalie Smith e Priscilla Pugliese | 23 de novembro de 2023 |
| Luíza e Valentina entram em desespero ao descobrirem que Catarina entrou com uma ação judicial para ter direito a guarda de Léo, deixando as estruturas da família Campos Albuquerque abalada. |              |                  |                                    |                        |
| 18 | 2            | "Impotência"     | Natalie Smith e Priscilla Pugliese | 30 de novembro de 2023 |
| Valentina se encontra em um estado de completa angustia com os recentes acontecimentos envolvendo a guarda de Leo e Luiza tenta a todo custo ampará-la.                                        |              |                  |                                    |                        |
| 19 | 3            | "Redenção"       | Natalie Smith e Priscilla Pugliese | 8 de dezembro de 2023  |
| 20 | 4            | "União"          | Natalie Smith e Priscilla Pugliese | 15 de dezembro de 2023 |
| 21 | 5            | "Caminhos"       | Natalie Smith e Priscilla Pugliese | 8 de março de 2024     |
| 22 | 6            | "Realização"     | Natalie Smith e Priscilla Pugliese | 15 de março de 2024    |
| 23 | 7            | "Estrela"        | Natalie Smith e Priscilla Pugliese | 22 de março de 2024    |
| 24 | 8            | "Valu - Parte 1" | Natalie Smith e Priscilla Pugliese | 28 de março de 2024    |
| 25 | 9            | "Valu - Parte 2" | Natalie Smith e Priscilla Pugliese | 3 de abril de 2024     |

## Especiais

### Especial de Natal
| N.º na série | N.º na temp. | Título               | Dirigido por                       | Lançamento          |
| --- | ------------ | -------------------- | ---------------------------------- | ------------------- |
| 26 | 1            | "Episódio 1"         | Natalie Smith e Priscilla Pugliese | 8 de dezembro 2022  |
| Em outubro de 2021, meses antes da perda de memoria de Luíza, Léo faz um pedido ingênuo que afeta profundamente Valentina; e o dia que era para ser em família, acaba em uma discussão dolorosa entre Catarina e sua filha. |              |                      |                                    |                     |
| 27 | 2            | "Episódio 2"         | Natalie Smith e Priscilla Pugliese | 15 de dezembro 2022 |
| Em dezembro de 2021, Valentina tenta controlar sua frustração por não poder presentear Léo com o seu pedido, enquanto os demais se preparam para comemorar o Natal.                                                         |              |                      |                                    |                     |
| 28 | 3            | "Episódio 3"         | Natalie Smith e Priscilla Pugliese | 22 de dezembro 2022 |
| O amor entre Luíza e Valentina é tão forte que chega a ser quase palpável, e, juntamente com o espirito natalino, isso se torna ainda mais evidente. Porém, o Natal de ambas talvez não seja como o esperado.               |              |                      |                                    |                     |
| 29 | 4            | "Episódio 4 (Final)" | Natalie Smith e Priscilla Pugliese | 29 de dezembro 2022 |
| Na noite de Natal, Valentina e sua mãe dão uma trégua, deixando de lado suas divergências, enquanto todos se divertem na mesa de jantar. E após um amigo oculto cheio de risos, Luíza diz a Valentina que está gravida.     |              |                      |                                    |                     |

### Especial de Faculdade
| N.º na série | N.º na temp. | Título               | Dirigido por                       | Lançamento             |
| --- | ------------ | -------------------- | ---------------------------------- | ---------------------- |
| 30 | 1            | "Episódio 1"         | Natalie Smith e Priscilla Pugliese | 24 de agosto de 2023   |
| Como uma verdadeira viagem no tempo, neste especial, voltamos dez anos no passado para mergulhar na história de amor de Luíza e Valentina, vendo como tudo começou.                                                       |              |                      |                                    |                        |
| 31 | 2            | "Episódio 2"         | Natalie Smith e Priscilla Pugliese | 31 de agosto de 2023   |
| Com o semestre passando, as implicâncias de Valentina com Luiza se tornam cada vez mais constantes. Porém, após uma noite chuvosa onde ambas ficam presas no banheiro da faculdade, a raiva se transforma em acolhimento. |              |                      |                                    |                        |
| 32 | 3            | "Episódio 3"         | Natalie Smith e Priscilla Pugliese | 7 de setembro de 2023  |
| Após uma noite de diversão e brincadeiras, Valentina muda de tática e passa a tentar conquistar Luiza de uma forma mais doce. E em uma pequena discussão ocorrida no jardim, elas se beijam pela primeira vez.            |              |                      |                                    |                        |
| 33 | 4            | "Episódio 4 (Final)" | Natalie Smith e Priscilla Pugliese | 14 de setembro de 2023 |
| Luiza finalmente percebe estar apaixonada por Valentina, e ambas embarcam em uma linda história de amor. Porém, no futuro, Valentina enfrenta sua mãe e seus laços fraternos se quebram.                                  |              |                      |                                    |                        |

## Prêmios e Indicações
| Ano  | Premiação        | Categoria                                            | Resultado |
| ---- | ---------------- | ---------------------------------------------------- | --------- |
| 2022 | Rio Webfest      | Melhor Produção                                      | Indicada  |
| 2022 | Rio Webfest      | Melhor Trilha Sonora                                 | Indicada  |
| 2022 | Rio Webfest      | Melhor Roteiro de Drama                              | Indicada  |
| 2022 | Rio Webfest      | Melhor Direção de Drama                              | Indicada  |
| 2022 | Rio Webfest      | Melhor Série de Drama                                | Venceu    |
| 2022 | Rio Webfest      | Melhor Elenco de Drama                               | Venceu    |
| 2022 | Rio Webfest      | Melhor Série Brasileira                              | Venceu    |
| 2022 | Rio Webfest      | Melhor Atriz de Drama (Priscila Buiar)               | Venceu    |
| 2022 | Rio Webfest      | Melhor Atriz de Drama (Priscila Reis)                | Indicada  |
| 2022 | BreakTudo Awards | Shipp de Ficção (com Priscila Reis e Priscila Buiar) | Venceu    |
| 2022 | Asia Web Awards  | Melhor Roteiro                                       | Venceu    |
| 2022 | Asia Web Awards  | Melhor Atriz (Priscila Buiar)                        | Venceu    |
| 2022 | Asia Web Awards  | Melhor Série de Drama                                | Venceu    |
| 2022 | Asia Web Awards  | Melhor Diretor(a)                                    | Venceu    |
| 2022 | Asia Web Awards  | Melhor Elenco                                        | Venceu    |
| 2023 | Sec Awards       | Casal Favorito em Série                              | Indicada  |
| 2023 | Rio Webfest      | Melhor Direção de Drama                              | Venceu    |